# Istedgade
Istedgade (også kaldet Strassen) er en gade i København, som begynder ved Københavns Hovedbanegård og løber parallelt med Vesterbrogade ud til Enghave Plads og Enghaveparken, som ikke ligger langt fra Kødbyen og Halmtorvet.

## Historie
Istedgades historie kan dateres tilbage til 1858, hvor de første bygninger stod færdigbygget omkring Gasvejen (i dag kaldet Gasværksvej), men først i 1859 fik Istedgade sit officielle navn, hvor gaden efterfølgende voksede hurtigt mod banegården, og i 1900 nåede Istedgade Enghave Plads. Gaden er opkaldt til minde om slaget på Isted Hede i 1850 i den første slesvigske krig. Istedgade blev meget tidligt kendt for værende en farverig forlystelsesgade, med sit vilde værtshusliv, de mange slagterbutikker og prostitution. Under anden verdenskrig blev Istedgade kendt for sin modstand mod tyskerne, og modstandsgruppen Holger Danske stiftet i baglokalet i forretningen Stjerne Radio i nr 31 - i dag et museum. Under Folkestrejken i sommeren 1944 kom det til voldsomme sammenstød mellem Vesterbros indbyggere og det tyske militær. Efter "pornoens frigivelse" i 1969 blev Istedgade en af de gader, hvor næsten hver anden butik solgte magasiner og sexlegetøj m.m.
Gadens historie med rod i den klassiske arbejderklasse står i kontrast til nutidens dyre istandsatte lejligheder og moderne byliv. Gaden var før byfornyelsen i 1990'erne præget af spekulationsbyggeri med små lejligheder af dårlig kvalitet og den sociale armod var stor, men sammenholdet var også et andet end i dag. Parolen "Istedgade overgiver sig aldrig" stammer fra Folkestrejken i 1944, hvor flyveblade blev kastet ud af vinduerne i de øverste lejligheder med teksten: "Rom og Paris kan I ta' – men Stalingrad og Istedgade overgiver sig aldrig".
Istedgade er sammensat og mangfoldig, og et af de steder i København, hvor der er liv hele døgnet. Vesterbro i almindelighed og Istedgade i særdeleshed er i løbet af de senere år blevet attraktiv for unge og ressourcestærke borgere, oftest børnefamilier, der imod tidligere tiders trend har valgt at blive boende i byen i stedet for at flytte til forstaden og parcelhus. I dag er Istedgade og nogle af sidegaderne kendt for de mange hoteller, designbutikker, caféer, værtshuse, barer, sexshops og restauranter. Foruden mange turister holder her også en del gadeprostituerede til, ligesom narkomaner, alkoholikere og hjemløse. Til støtte for disse findes bl.a. Kirkens Korshær, Mariakirken og Mændenes Hjem. De prostituerede på Istedgade er ofte af udenlandsk herkomst, hovedsageligt fra Afrika og Østeuropa. I 2012 blev Istedgade genstand for megen medieomtale på grund af politiets manglende indgriben over for pusherne på Vesterbro.

## Istedgade i kulturens verden
Istedgade har igennem årene huset mange af Danmarks skuespillere, kunstnere og forfattere. Her kan nævnes Liva Weel, Tom Kristensen og Emil Bønnelycke.
Kærligheden til Istedgade er stadig at finde i mere nutidige kunstnere.

### Sang
Peter Belli havde i 1978 et stort hit med en dansk fortolkning af sangen "Copacabana" af Barry Manilow. Den danske udgave af disco-klassikeren fik navnet "Istedgade", og sangens tekst udspiller sig i gaden.
Omkvædet lyder bl.a. : "Istedgade, i Istedgade er der altid en hel del ballade..."
Sangen er blevet en klassiker i dansk populærmusik, og den fik nyt liv da Tæskeholdet tog den med som en fast del af sit program, og ligeledes inkluderede den på sin CD.
Natasjas "Gi' mig Danmark tilbage" nævner kort Istedgade med frasen "Fjern heroin fra Istedgade".